# Gerardus Majellakerk (Deurne)

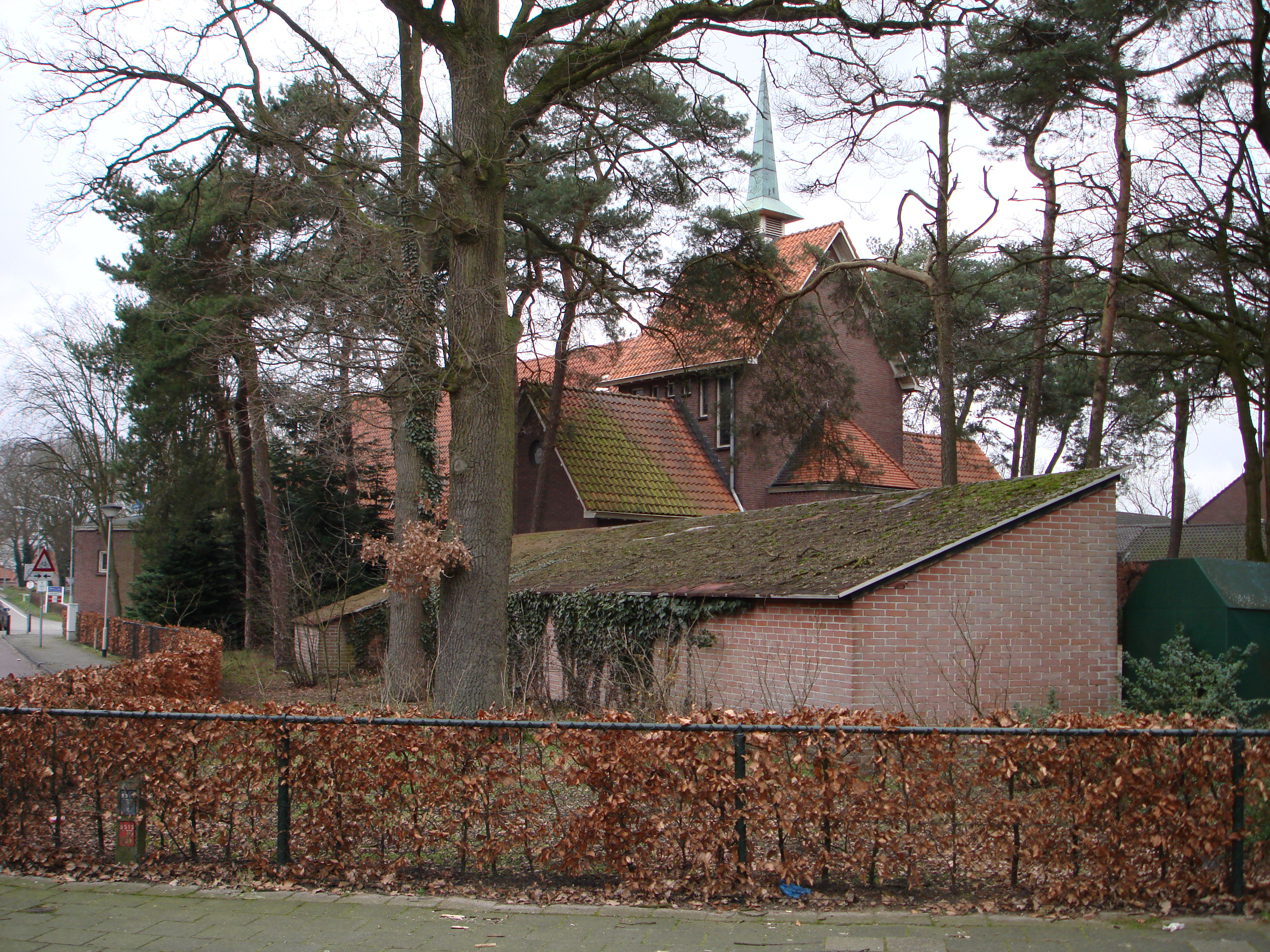
Gerardus Majellakerk

De Gerardus Majellakerk is een voormalig kerkgebouw in de Noord-Brabantse plaats Deurne, gelegen aan de Milhezerweg 11 in de buurtschap Walsberg.

## Geschiedenis
De groei van de burtschap Walsberg, vanaf eind 19e eeuw, leidde tot de behoefte aan een eigen kerkgebouw. In de jaren '30 van de 20e eeuw werd een rectoraat opgericht en in 1932-1935 werd een eenvoudige kerk gebouwd naar ontwerp van Cees Geenen, in de stijl van de Delftse School.
In 1952 werd de kerk nog vergroot van 200 naar 455 zitplaatsen.
In 2007 werd de parochie opgeheven en in 2009 werd de kerk onttrokken aan de eredienst. In het kerkgebouw werden in 2016-2017 een aantal woningen ingericht.

## Gebouw
Het betreft een eenvoudig kerkje onder zadeldak met een iets verhoogde koortravee waarop zich een kleine dakruiter bevindt. Nabij de voorgevel is er een bescheiden klokkengevel.